# Großsteingrab Hohenkamp
Das Großsteingrab Hohenkamp (auch Großsteingrab Noer-Lindhöft) ist eine megalithische Grabanlage der jungsteinzeitlichen Trichterbecherkultur, die sich ursprünglich bei Lindhöft, einem Ortsteil von Noer im Kreis Rendsburg-Eckernförde in Schleswig-Holstein befand. Es trägt die Sprockhoff-Nummer 104 und die Fundplatznummer Noer LA 27. Straßenbauarbeiten machten im Februar 1966 eine archäologische Untersuchung der Anlage durch Gottfried Schäfer und eine anschließende Umsetzung in die Nähe von Schnellmark, einem Ortsteil von Altenhof, nötig.

## Lage
Das Grab befand sich ursprünglich östlich des zu Lindhöft gehörenden Hofes Hohenkamp, direkt südlich der Bäderstraße. Sein neuer Standort befindet sich 3,2 km westsüdwestlich im Schnellmarker Holz, etwa 300 m nordöstlich der Großsteingräber bei Altenhof.
In der näheren Umgebung des ursprünglichen Standorts gibt es zahlreiche weitere Großsteingräber: 1,6 km südwestlich liegen die Großsteingräber bei Behrensbrook, 1,9 km ostnordöstlich die Großsteingräber bei Lindhöft und 2,9 km östlich die Großsteingräber bei Noer. 2,3 km südsüdwestlich lagen die zerstörten Großsteingräber bei Neudorf-Bornstein.

## Beschreibung
Diese Anlage besitzt eine nord-südlich orientierte Grabkammer, bei der es sich um einen erweiterten Dolmen mit einer Länge von 2 m und einer Breite von 1,6 m handelt. Es sind zwei Wandsteinpaare an den Langseiten und der nördliche Abschlussstein erhalten. Die Südseite wird zu etwa zwei Dritteln von einer Steinplatte eingenommen, während im östlichen Drittel eine quer liegende Platte etwa bis zur halben Höhe der Wandsteine reicht und einen Zugang zur Kammer freilässt. Von den ursprünglich zwei Decksteinen ist nur der nördliche erhalten. Er hat eine Länge von 2,2 m, eine Breite von 1,4 m und eine Dicke von 0,8 m. Die Wandsteine sind zwischen 1,3 m und 1,4 m hoch und zwischen 1 m und 1,2 m breit. Sie standen in etwa 0,3 m tiefen Gruben und waren zur Kammer hin stark geneigt. Die Lücken zwischen den Wandsteinen waren mit Spaltstücken und kleinen Rollsteinen verfüllt.
Die ursprüngliche Hügelschüttung um die Kammer war weitgehend zerstört. Bei der Grabung konnte aber noch festgestellt werden, dass die Standgruben der Wandsteine an den Außenseiten mit Lehm und größeren Rollsteinen verfüllt waren. Darüber folgte bis zu etwa einem Drittel der Wandsteinhöhe eine Schicht aus gebranntem Feuerstein, der mit Asche und Holzkohle durchsetzt war. Es folgte eine etwa 10 cm dicke Schicht aus Lehm, der mit kleinen Feuerstein-Stücken durchsetzt war. Darüber lag humoses Erdreich, in dem zahlreiche größere Rollsteine gefunden wurden, die ursprünglich vielleicht einen Mantel um die Kammer bildeten.
Der Kammerboden wies ein mehrschichtiges Pflaster auf. Zuunterst lag eine etwa 10 cm dicke Schicht aus Lehm. Darüber folgte eine Schicht aus Steinplatten und kleinen Rollsteinen, die von Süd nach Nord leicht abfiel. Es folgte eine etwa 5–10 cm dicke Schicht aus gebranntem Feuerstein und darüber lehmiger Sand. Die Kammer war mit humosem Sand verfüllt, der mit Rollsteinen durchsetzt war. Das Kammerpflaster und auch die Außenseiten der Kammer waren durch Raubgrabungen stark gestört.
Bestattungsreste konnten bei der Grabung nicht mehr festgestellt werden. Vor dem südlichen Wandstein der Westseite wurde in der Schicht aus lehmigem Sand ein Feuerstein-Beil gefunden. Vor dem nördlichen Stein der Westseite lagen die Scherben eines verzierten, schalenartigen Schultergefäßes.